# Aperibé
Aperibé là một đô thị thuộc bang Rio de Janeiro, Brasil. Đô thị này có diện tích 88,78 km², dân số năm 2007 là 9279 người, mật độ 104,5 người/km².